# Gosch Sylt

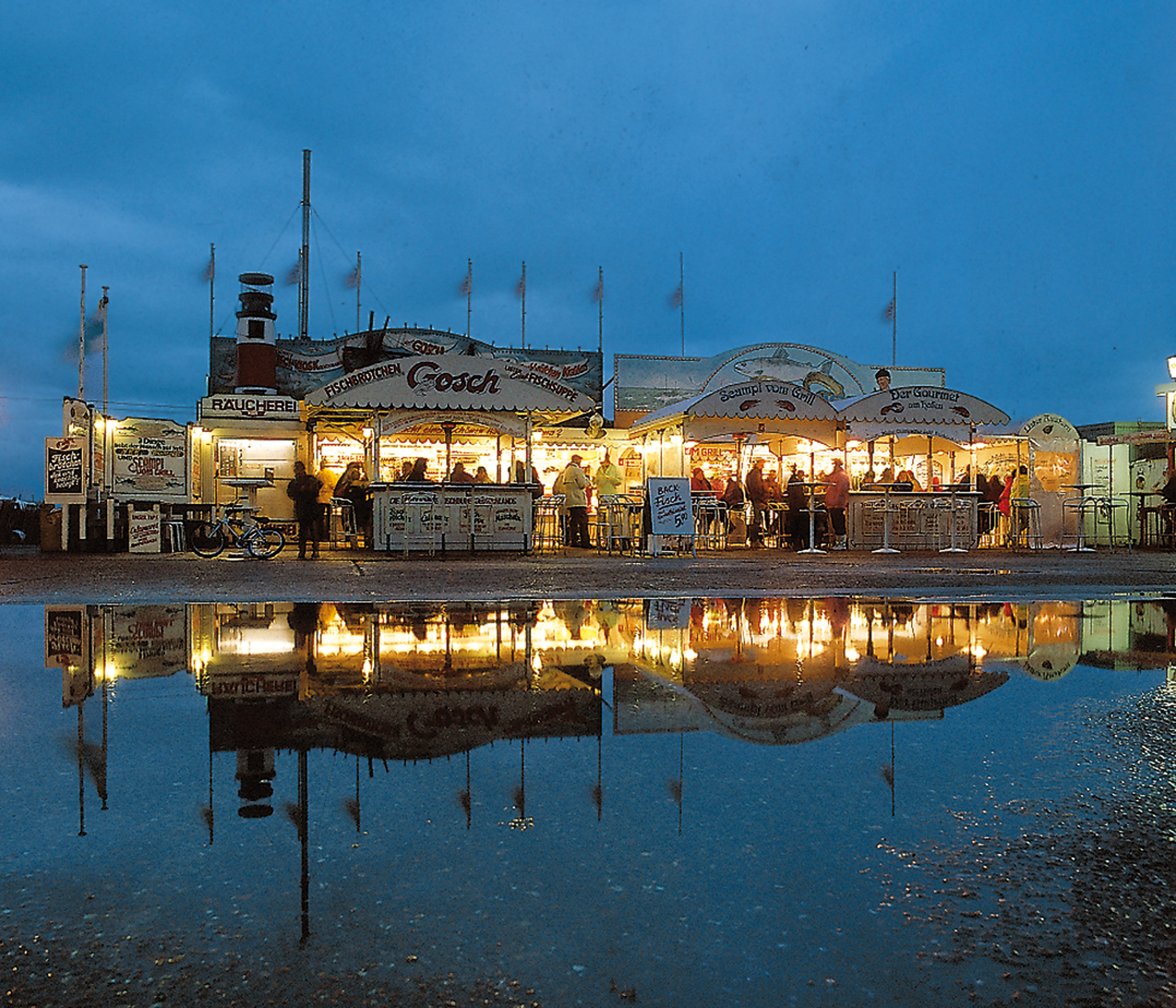
Gosch meest noordelijke viskraam (Lijst 1984)

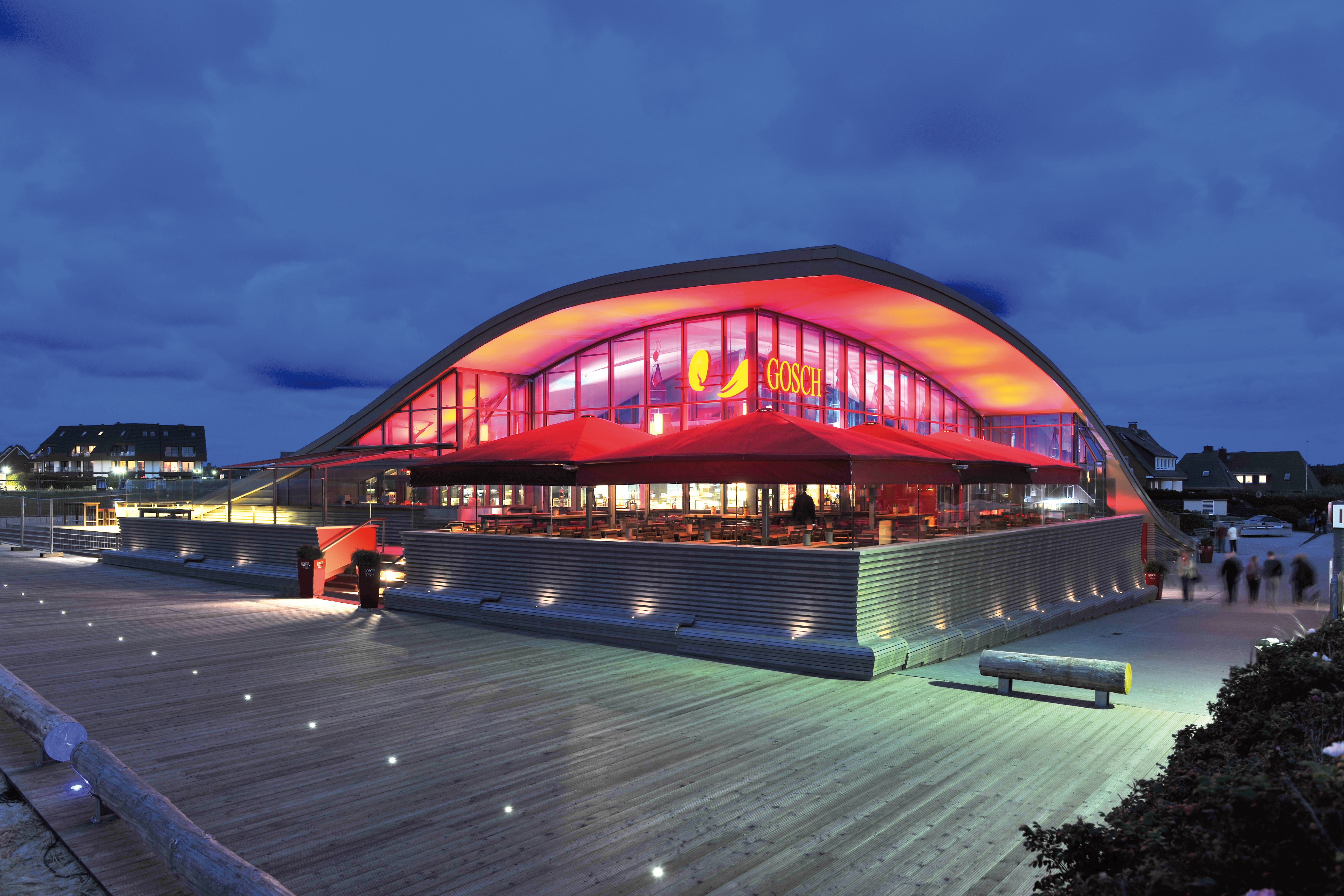
Gosch am Kliff (Wenningstedt, 2014)

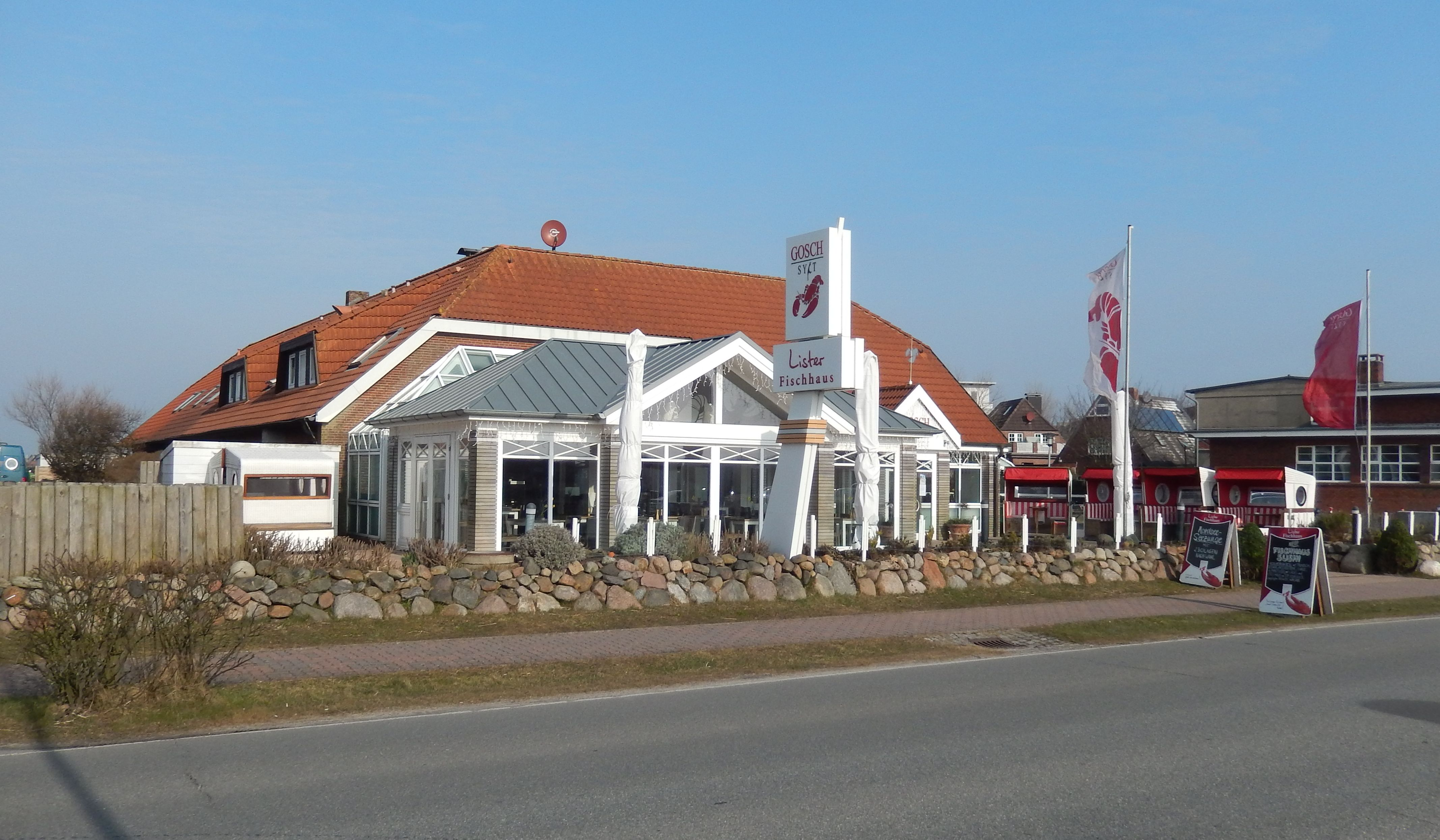
Lister Fischhaus (Lijst, 2016)

Gosch Sylt (eigen schrijfwijze: GOSCH) is een Duitse onderneming die actief is in de horeca en de vishandel. Het hoofdkantoor van de groep is gevestigd in List op Sylt.  
Op 40 locaties in Duitsland en op een aantal cruisschepen worden regionale en internationale visgerechten aangeboden.
De Gosch-vestigingen zijn vooral te vinden op toeristisch relevante (kust-)locaties of verkeersknooppunten. Met een kleine bistro tot een restaurant met bediening aan tafel biedt de groep een breed aanbod aan horeca aan. Er is ook een pub op Sylt en twee markten voor vis, zeevruchten en merchandising. Daarnaast exploiteert het bedrijf een eigen visfabriek in Ellingstedt bij Schleswig en biedt het bedrijf online verzending aan.

## Geschiedenis
Oprichter Jürgen Gosch kwam in 1966 voor het eerst naar Sylt als professionele metselaar. In zijn vrije tijd verkocht hij op het strand gerookte  paling vanaf een dienblad. Geleidelijk aan breidde hij zijn aanbod uit vanwege de sterke vraag. In 1967 stopte hij met zijn baan als metselaar en startte hij zijn eigen bedrijf als mobiele palingverkoper op Sylt.
In 1972 opende hij de "meest noordelijke viskraam van Duitsland" in de haven van List. Vanaf 1984 volgden meer bistro- en restaurantlocaties op Sylt. Nadat Jürgen Gosch af en toe met stands aanwezig was op evenementen op het Duitse vasteland, werden daar eind jaren tachtig ook de eerste vestigingen geopend.

## Bedrijfsstructuur
De bedrijvengroep is onderverdeeld in verschillende bedrijven, waaronder Jürgen Gosch Alte Bootshalle GmbH Sylt en Gosch Verwaltungs GmbH & Co KG.
Alle locaties buiten het eiland Sylt, evenals het verzendbedrijf, worden beheerd door licentiehouders via Gosch LFG GmbH.
De vis- en zeevruchtenfabriek in Ellingstedt opereert zelfstandig als verwerkingsbedrijf Gosch Sylt GmbH. Van daaruit worden alle locaties beleverd en door een eigen logistieke vloot.
Jürgen Gosch is nog steeds actief in het bedrijf en werkt regelmatig op de Sylt-locaties in List.

## Locaties
GOSCH heeft momenteel meer dan 40 locaties in heel Duitsland; soms meerdere op één plek.
Sylt
List, Westerland, Wenningstedt en op de Sylt-veerboot Romoexpress.
Noord- en Oostzeekust
Norderney, Büsum, St.Peter-Ording, Flensburg, Kiel, Scharbeutz, Timmendorfer Strand, Niendorf, Lübeck, Travemünde, Warnemünde, Binz, Bansin, Grömitz, Heiligenhafen
Meer locaties
Hamburg, Bremen, Hannover, Berlijn, Düsseldorf, Freudental, Neurenberg, München, TUI Cruises Mein Schiff-vloot